# Guacarí
Guacarí (oficialmente San Juan Bautista de Guacarí) es un municipio y poblado situado en la región occidental de Colombia, en el centro del departamento del Valle del Cauca, rodeado por el verde de sus cañaduzales en los 3° 45' 55" de latitud norte, y 76° 20' 1" de longitud oeste. San Juan Bautista de Guacarí limita al norte con el municipio de Guadalajara de Buga, al este con Ginebra, al sur con el Municipio de El Cerrito, y al oeste con Yotoco y Vijes. Guacarí se encuentra aproximadamente a 45 km de Cali, la capital departamental.

## Toponimia
Se dice que Guacarí viene de las voces indígenas goa "territorio" y cari "Caribe". Según el historiador Raúl Silva Holguín. Guacarí significa "Laguna de las Garzas Blancas" o en lengua indígena significa "territorio caribe".

## Historia

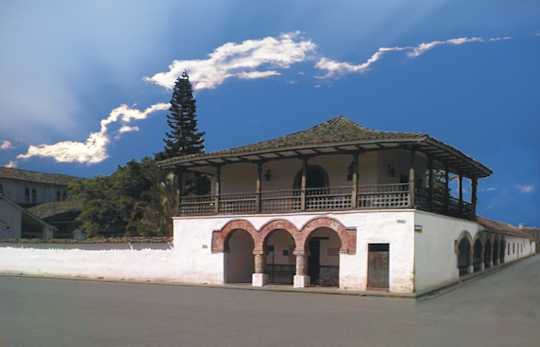
Casa Cural Colonial.

El 20 de noviembre de 1570 a Juan López de Ayala se le encomienda una porción de tierra en el valle geográfico del río Cauca, que hoy se conoce con el nombre de San Juan Bautista de Guacarí o Guacarí. 
En 1824 se creó como parroquia, y en 1825 se erigió como distrito con el nombre de Concordia. En 1854 se trasladó la cabecera del actual corregimiento de Sonso; de 1858 a 1863 la cabecera fue Guacarí y en 1863 se le dio el nombre de Guacarí; se reconoce como municipio tras la ordenanza 1.ª de 19 de febrero de 1864.

## División Político-Administrativa
Además de su Cabecera municipal, Guacarí tiene bajo su jurisdicción los siguientes Centros poblados:
- Altos de Guacas
- Cananguá
- El Placer
- El Triunfo
- Guabas
- Guabitas
- Guacas
- Pichichí
- Puente Rojo
- Santa Rosa de Tapias
- Sonso

## Huakar, origen del mito
Fue en un día de plenilunio. La luna florecía rayos de luz en el oriente. La naturaleza parecía dormir en el regazo de los bosques donde ni una ave estaba ni una rama se mecía. Los ríos callaban sus orquestaciones nocturnas y solo de vez en cuando parpadeaban bajo la sombra de las montañas algunas luciérnagas.
De pronto se obscureció el cielo nubes de espeso ropaje negro encapotado el firmamento y el dios grande (Lulumoy) descorrió miles de rayos que iluminaron con resplandores volcánicos los valles y montañas. El trueno con su sonido lúgubre hizo estremecer el mundo. Las tribus se alarmaron ante el presagio del frío y desastroso invierno; inmediatamente se escucha por todos los contornos de la región gritos y lamentos Lugo gemíos y ayes lastimeros.
¿Qué ocurría en el Valle del Cauca? Que drama infernal surgía de los tambos a la luz de fogatas misteriosas allá en los bosques donde antes cantaban las fuentes y los gajos florecidos le brindan al cielo su belleza? Las lágrimas impiden narrar pormenorizadamente la crueldad salvaje, pero en breves palabras explicaremos: era el sacrificio de miles de jóvenes doncellas ofrecidas en holocausto al demonio dueño y señor de la comarca. la sangre de las vírgenes aplacaba la ira del dios.
La matanza cruel y despiadada estremeció el universo. La luna lloró ante el horrible espectáculo y a su corazón de mujer llegó el clamor de sus hijas. Bajó, pues, del firmamento al valle donde habitaban las mujeres más hermosas del continente y habló con Hakuar, la de la negra cabellera y tez de marfil, la de los ojos de azabache y cadenciosa voz. ¿Qué le dijo? Ignoramos sus palabras. Mas la dulce virgen obedeció resignada el mandato de su reina y se lanzó al embravecido Cauca linfas ya empezaban a cubrir las faldas de la cordillera central.

## Símbolos

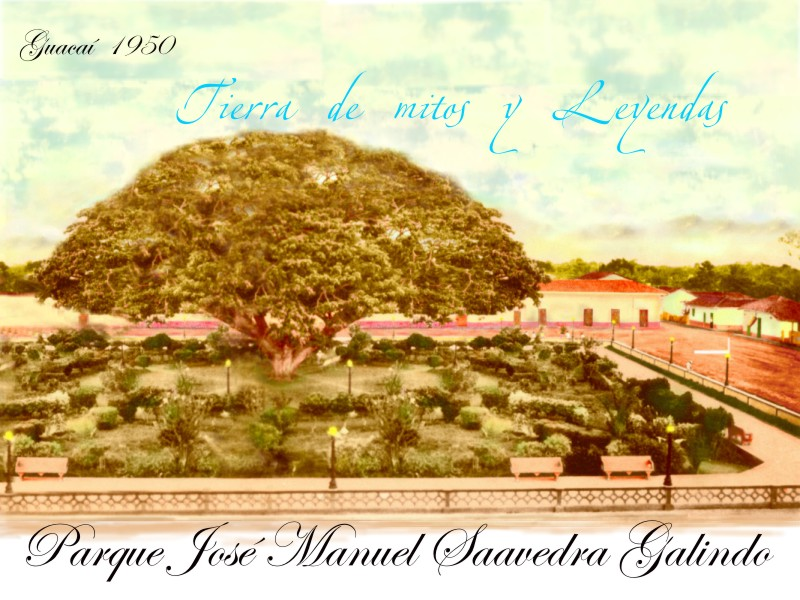
Parque Saavedra Galindo 1950.

### Himno
| Letra : Hernando Saavedra Salcedo. Música : Aníbal de J. Estrada. Coro Patria chica que Dios nos ha dado y en la sangre llevamos doquier, con frenético ardor la adoramos porque es fuente de amor y de bien. (bis) |  | I Conquistemos por ello la cima en la marcha gloriosa hasta el fin; combatamos el mal que la asedia; seamos fuertes por ella en la lid. II El deber y el orgullo nos manda defenderla con firme activez, coronarla con rosas de triunfo y en honor nuestra sangre verter. III Patria chica, adoramos el suelo donde pasas tus púdicos pies y este nítido cielo que tiñe tus contornos de luz rosicler. |  | IV Diga el ave tu nombre de oro; diga el agua con voz de cristal el secreto del agro fecundo que nos nutre cual madre sin par V Prometemos, juramos amarte, y velar nuestras armas por ti; te debemos la vida y la sangre, tibio nido de amor, Guacarí. |  |  |  |  |

## Cultura

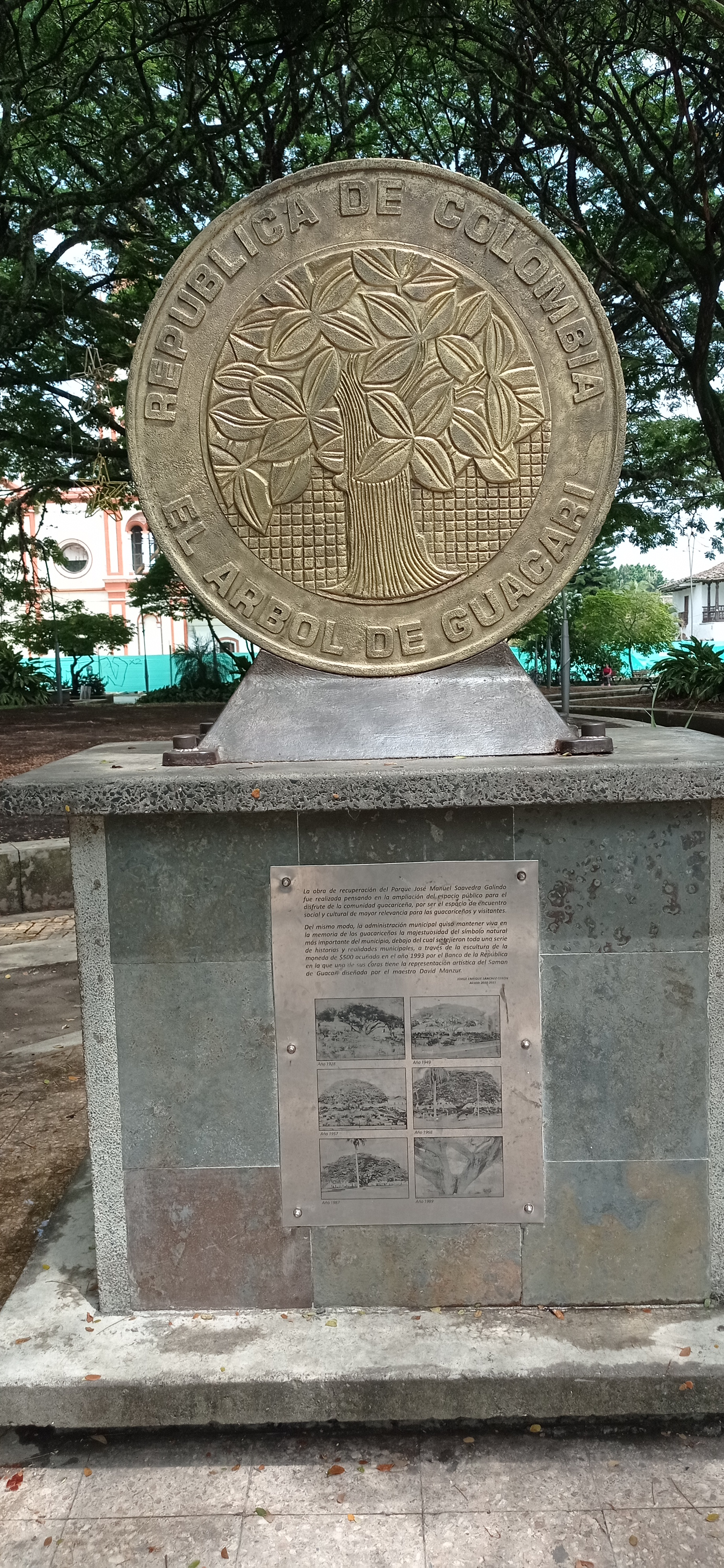
Monumento a la Moneda de 500 pesos colombianos en Guacarí.

Guacarí posee uno de los monumentos históricos más antiguos del Valle del Cauca y de Colombia. Se trata de la Casa Cural, construida en 1600 por el cura encomendero Francisco Javier Holguín, primer párroco de la población, quien legó a las posteridad una de las joyas coloniales más auténticas, declarada monumento nacional y restaurada.
La realidad cultural de este pueblo se remonta a la época prehispánica, donde la tradición musical de los indios Guacaríes, componían rondas cuyas voces se fusionaban melódicamente, pasado de generación en generación la música y la danza, asociadas a las actividades cotidianas del pueblo. La administración municipal en cabeza de la alcaldesa Dilian Francisca Toro Torres y un grupo de gestores culturales el 10 de mayo de 1993 iniciaron el Festival Latinoamericano de danzas folclóricas.
La Casa Colonial, reliquia arquitectónica del siglo XVII que conserva rasgos del arte mudéjar con sus patios, sus arcos, su piso de ladrillo y sus salones adornados de valiosas pinturas coloniales.
El parque “José Manuel Saavedra Galindo” albergó un emblemático samán cuya imagen está grabada en el anverso de la moneda de 500 pesos emitida por el Banco de la República en 1993 con el fin de enaltecer los esfuerzos de los guacariceños para preservar el árbol, que murió en 1989 afectado por una extraña enfermedad conocida como novia del arroz o palomilla. El grabado fue obra del artista caldense David Manzur.

## Servicios públicos
- Energía Eléctrica: Celsia, es la empresa prestadora del servicio de energía eléctrica.[7]
- Gas Natural: Gases de Occidente es la empresa distribuidora y comercializadora de gas natural en el municipio.